# Tyrekæmper
En tyrekæmper er en person i amerikansk rodeo, der skal aflede tyrens opmærksomhed fra tyrerytteren. Tyrekæmperen har oftest klovneantræk på. En særlig slags tyrekæmper, som kaldes tøndemand gemmer sig i en tønde midt inde i arenaen.
| Sport | Spire Denne artikel om sport er en spire som bør udbygges. Du er velkommen til at hjælpe Wikipedia ved at udvide den. |